# Gems de Dayton
Les Gems de Dayton sont une franchise de hockey sur glace ayant évolué dans la défunte Ligue internationale de hockey de 1964 à 1980. Elle évolue en 2009-1010 dans la nouvelle version de la LIH (anciennement connue sous le nom de United Hockey League) avant de rejoindre la Ligue centrale de hockey.

## Historique

### L'équipe de 1964 à 1980

Logo des Gems de Dayton de 1964 à 1980

L'équipe a été créée en 1964 à Dayton en Ohio et évolua dans la LIH durant quatorze saisons, soit jusqu'en 1980. La franchise fut inactive entre 1977 et 1979. 
À cause de la capacité de leur aréna, qui pouvait accueillir 5 600 spectateurs (ce qui constituait un des plus grands amphithéâtres de la ligue), les Gems furent à plusieurs reprises les hôtes du Match des étoiles de la LIH.
Les Gems de Dayton furent également la première équipe constituée de joueurs adultes en Amérique du Nord à obliger le port du casque protecteur par leurs joueurs. Ceci bien avant que la LNH adopte cette règlementation.

### L'équipe actuelle
Le 9 juin 2009, une nouvelle franchise s'établit à Dayton et adopte le nom de l'ancienne concession. Cette nouvelle équipe commence ses activités dès la saison suivante au sein de la Ligue internationale de hockey, ligue autrefois connu sous le nom de United Hockey League.
L'équipe rejoint la Ligue centrale de hockey au terme de la saison 2009-10 à la suite d'une fusion entre la LCH et la LIH.

## Résultats

### De 1964 à 1980
Note : PJ : parties jouées, V : victoires, D : défaites, N : matchs nuls, DP : défaite en prolongation, DF : défaite en fusillade, Pts : Points, BP : buts pour, BC : buts contre, Pun : minutes de pénalité
| Saison    | PJ       | V        | D        | N        | Pts      | Classement       | Séries éliminatoires                 | Entraîneur   |
| --------- | -------- | -------- | -------- | -------- | -------- | ---------------- | ------------------------------------ | ------------ |
| 1964-1965 | 70       | 23       | 45       | 2        | 48       | 5e rang LIH      | n/d                                  | Warren Bavk  |
| 1965-1966 | 70       | 33       | 35       | 2        | 68       | 4e rang LIH      | défaite en finale de la Coupe Turner | Warren Back  |
| 1966-1967 | 72       | 44       | 25       | 3        | 91       | 1er rang LIH     | n/d                                  | Warren Back  |
| 1967-1968 | 72       | 33       | 27       | 12       | 78       | 2e rang LIH      | défaite en finale de la Coupe Turner | Warren Back  |
| 1968-1969 | 72       | 40       | 21       | 11       | 91       | 1er rang LIH     | vainqueur de la Coupe Turner         | Larry Wilson |
| 1969-1970 | 72       | 38       | 30       | 4        | 80       | 1er division Sud | vainqueur de la Coupe Turner         | Larry Wilson |
| 1970-1971 | 72       | 36       | 29       | 7        | 79       | 3e rang LIH      | n/d                                  | Gerry Moore  |
| 1971-1972 | 72       | 49       | 23       | 0        | 98       | 1er division Sud | défaite en 2e ronde                  | Gerry Moore  |
| 1972-1973 | 73       | 44       | 25       | 4        | 92       | 2e division Sud  | n/d                                  | Jim Anderson |
| 1973-1974 | 76       | 38       | 35       | 3        | 79       | 3e division Sud  | n/d                                  | Tom McVie    |
| 1974-1975 | 75       | 46       | 26       | 3        | 95       | 1er division Sud | n/d                                  | Tom McVie    |
| 1975-1976 | 78       | 47       | 21       | 10       | 104      | 1er division Sud | Vainqueur de la Coupe Turner         | Tom McVie    |
| 1976-1977 | 78       | 35       | 38       | 5        | 75       | 2e division Sud  | défaite en 1re ronde                 | Larry Mickey |
| 1977-1978 | Inactive | Inactive | Inactive | Inactive | Inactive | Inactive         | Inactive                             | Inactive     |
| 1978-1979 | Inactive | Inactive | Inactive | Inactive | Inactive | Inactive         | Inactive                             | Inactive     |
| 1979-1980 | 80       | 28       | 45       | 7        | 63       | 5e division Sud  | hors des séries                      | Bill Selman  |

### Depuis 2009
| Saison    | PJ | V  | D  | DP | DF | Pts | Classement  | Séries éliminatoires | Entraîneur |
| --------- | -- | -- | -- | -- | -- | --- | ----------- | -------------------- | ---------- |
| 2009-2010 | 76 | 25 | 46 | 4  | 1  | 55  | 7e rang LIH | Hors des séries      | John Marks |